# Tipula varipennis
Tipula varipennis ist ein Zweiflügler aus der Familie der Schnaken (Tipulidae).

## Merkmale
Die Schnake erreicht eine Körperlänge von 14 bis 20 Millimetern. Ihr Körper ist mattgrau gefärbt, der Kopf trägt einen schmalen dunklen Längsstreifen. Das Rostrum, die Fühler und die Taster sind schwarz, das Rostrum ist aber häufig grau bereift. Am Mesonotum befinden sich vier dunkel-bräunliche Längslinien. Die Flügel sind kräftig gezeichnet und haben schwarze Flügeladern. Die Ader R2 erreicht nicht den Flügelrand. Die Beine sind dunkel, nur die Schenkel (Femora) sind basal gelbbraun.

## Lebensweise und Verbreitung
Die Tiere kommen von Spanien bis nach Zentralasien vor und besiedeln feuchte Wälder. Sie sind vor allem im Bergland häufig anzutreffen und fliegen im Juni und Juli.

## Belege